# Den permanente revolution
Den permanente revolution – også kendt som "teorien om den permanente revolution". Teorien blev udviklet omkring 1905 af den russiske revolutionsleder Lev Trotskij og er en essentiel del af trotskismen.
Under 1905 revolutionen i Rusland udviklede Trotskij teorien om den permanente revolution. Teorien gik ud på, at en borgerlig revolution som den i Frankrig 1789 ikke længere kunne lade sig gøre i den underudviklede del af verden, kolonierne og i de tilbagestående imperialistiske magter som f.eks. Det Russiske Kejserrige. Dette skyldtes at borgerskabet i disse lande var for tæt forbundet med det feudale aristokrati og ønskede derfor ikke at gøre op med dem. Derfor var det nødvendigt at arbejderklassen tog denne opgave til sig som den eneste ægte revolutionære klasse. Men da arbejderklassen også havde sine egne interesser, ville den ikke stoppe ved de borgerlige demokratiske opgaver, men fortsætte over i en socialistisk revolution, kun sådanne kunne der gøres op med de feudale og tilbagestående regimer. Teorien blev gennemført i praksis under Oktoberrevolutionen.
Teorien stod i stærk modsætning til Josef Stalins teori om socialisme i ét land, og den spillede en afgørende betydning i den trotskistiske modstandskamp mod Stalin.
Moderne trotskister har anført at teorien af bagvejen er blevet realiseret i lande som Cuba og Kina.[kilde mangler] Begge steder ønskede henholdsvis Fidel Castro og Mao oprindeligt blot en borgerlig demokratisk revolution, men blev af nødvendighederne tvunget til at afskaffe kapitalismen for at nå deres mål.